# Måltidsakademien
Måltidsakademien är en svensk ideell förening grundad den 19 oktober 2000 med syftet att främja forskning kring och utveckling av måltiden ur ett helhetsperspektiv. Den får ekonomiskt stöd av Uppsala universitet, Sveriges Lantbruksuniversitet och Örebro Universitet.
Måltidsakademien samarbetar med Gastronomiska akademien genom en gemensam vänförening.

## Ledamöter
- Viveca Adelsvärd
- Jan Annerstedt
- Per Olof Berg (preses)
- Thomas Blom
- Kerstin Brismar
- Marie-Louise Danielsson Tham
- Sigbrit Franke
- Kurt Genrup
- Carl Jan Granqvist
- Pierre Guillet de Monthoux
- Magnus Gröntoft (sekreterare)
- Inga-Britt Gustafsson
- Raoul Hasselgren
- Erik Hofrén
- Kjell Kallenberg
- Mia Kling
- Lars Lallerstedt
- Leif Lewin (hederspreses)
- Tomas Lidman
- Christina Mattsson
- Håkan Mogren
- Christina Möller
- Marianne Nilson
- Stephan Rössner (2:e hederspreses)
- Lisbeth Sachs
- Bengt Samuelsson
- Lisa Sennerby Forsse
- Magnus Silverhielm
- Johan Swahn
- Mats Svegfors
- Agneta Yngve
- Christina Wedén (vice preses)
- Solveig Wikström
- Louise Vinge